# 장동주
장동주(1994년 10월 25일 ~ )는 대한민국의 배우이다.

## 학력
- Foley Highschool MN USA (재학)
- 경기예술고등학교 연극영화과 (졸업)
- 세종대학교 영화예술학과 (졸업)

## 배우 활동
2017년 드라마 [학교 2017]로 데뷔해 다수의 연극과 드라마, 영화를 넘나들며 차곡차곡 연기 내공을 쌓아왔다. 드라마 [미스터 기간제](2019)에서 10대 살인사건 용의자로 변신해 신인답지 않은 연기력으로 대중에게 강렬한 인상을 남겼다. 영화 [정직한 후보](2020)에서는 자유로운 영혼을 가진 음대생으로 변신하여 능청스러운 코믹 연기까지 선보이며 색다른 매력을 발산했다.

## 출연 작품

### 영화
| 연도 | 제목            | 역할   | 비고 |
| ---- | --------------- | ------ | ---- |
| 2018 | 못말리는 컬링부 | 필구   |      |
| 2020 | 정직한 후보     | 봉은호 |      |
| 2023 | 카운트          | 이환주 |      |
| 2024 | 핸섬가이즈      | 이성빈 |      |

### 드라마
| 연도      | 방송사    | 제목                                 | 역할   | 비고           |
| --------- | --------- | ------------------------------------ | ------ | -------------- |
| 2017      | KBS2      | 학교 2017                            | 신준규 | 데뷔작         |
| 2017      | tvN       | 크리미널 마인드                      | 박재민 | 1~2회 특별출연 |
| 2017      | KBS2      | 드라마 스페셜 - 나쁜 가족들          | 최은수 |                |
| 2018      | 네이버TV  | 뷰디터들                             | 지원   | 웹드라마       |
| 2018      | tvN D     | 똥차비디오 2                         |        | 웹드라마       |
| 2018      | SBS       | 복수가 돌아왔다                      | 이채민 |                |
| 2019      | UMAX, MBN | 로스타임 라이프 : 더 라스트 찬스     | 주동하 |                |
| 2019      | OCN       | 미스터 기간제                        | 김한수 |                |
| 2019      | MBC Drama | 연애 기다린 보람 - 내사랑 울산큰애기 | 박경석 |                |
| 2021~2022 | SBS       | 너의 밤이 되어줄게                   | 서우연 |                |
| 2025      | Netflix   | 트리거                               | 장정우 | 10부작         |

### 뮤직비디오
| 연도 | 가수 | 제목     |
| ---- | ---- | -------- |
| 2018 | DAY6 | Shoot Me |

## 작품 외 활동

### 광고
| 연도 | 기업명     | 제품명   |
| ---- | ---------- | -------- |
| 2017 | 유니클로   |          |
| 2018 | 삼성       | 갤럭시S9 |
| 2019 | 기아자동차 |          |